# Gea
Gea é uma revista de banda desenhada, ou quadrinhos, da linha Bonelli Comics, publicada na Itália pela Sergio Bonelli Editore e ainda inédita no Brasil e Portugal.